# Стігніца
Стігніца (рум. Stignița) — село у повіті Мехедінць в Румунії. Входить до складу комуни Поройна-Маре.
Село розташоване на відстані 245 км на захід від Бухареста, 31 км на південний схід від Дробета-Турну-Северина, 67 км на захід від Крайови.

## Населення
За даними перепису населення 2002 року у селі проживали 584 особи, усі — румуни. Усі жителі села рідною мовою назвали румунську.